# Helmut Sontag
Helmut Sontag (* 19. Februar 1934 in Erfurt; † 10. Mai 1988 in Berlin) war ein deutscher Bibliothekar. 
Sontag studierte Wirtschaftsingenieurwesen an der TU Berlin und beendete dieses Studium 1959 mit dem Titel „Diplom.-Ing.“ Im Anschluss wurde er Assistent am Wirtschaftswissenschaftlichen Institut der TU Berlin und war dort unter anderem für dessen Fachbibliothek verantwortlich. 
1967 begann Sontag ein Referendariat für den höheren Bibliotheksdienst. 1975 wurde er  zum Leiter der Universitätsbibliothek der TU Berlin ernannt. Dort war er schon seit langem als engagierter Bibliothekar und Kollege bekannt und deshalb wählte man ihn noch im selben Jahr zum Vorsitzenden des Vereins Deutscher Bibliothekare (VDB). 
Zwischen 1981 und 1983 war Sontag der verantwortliche Vertreter der Universitätsbibliothek im deutschen Bibliotheksverband (DBV). Anschließend fungierte er als Mitglied des Vorstandes des DBV und parallel dazu von 1983 bis 1986 auch als dessen Vorstand. Daneben war Sontag maßgeblich an der Gründung der Bundesvereinigung Deutscher Bibliotheksverbände (BDB) beteiligt. 
Um Sontags Wirken und Schaffen ein ehrendes Angedenken zu schaffen, benannte der DBV ab 1989 seinen Publizisten-Preis nach ihm: Helmut-Sontag-Preis. 

## Ehrungen
- 1983: Verdienstkreuz am Bande der Bundesrepublik Deutschland